# George Martin (admirał)
George Martin (ur. 1764, zm. 28 lipca 1847) – oficer Royal Navy, Admiral of the Fleet, uczestnik wojny o niepodległość Stanów Zjednoczonych, wojen z rewolucyjną Francją oraz wojen napoleońskich. Podczas swej długiej służby w marynarce uczestniczył w wielu znaczących starciach, za co był odznaczany i awansowany; dowodził okrętami podczas bitew koło Przylądka Św. Wincentego oraz przylądka Finisterre.
Martin pochodził z rodziny o silnej tradycji marynistycznej, jego macierzystym dziadkiem był admirał sir William Rowley, a stryjecznym dziadkiem admirał sir William Martin. Pierwsze lata swej kariery spędził na okrętach dowodzonych przez swego wuja, komandora, później admirała floty, sir Joshuę Rowleya. Służył w Indiach Zachodnich, a następnie, pod koniec wojny ze zbuntowanymi koloniami w Ameryce, powierzono mu dowodzenie własnym okrętem. Lata pokoju czasowo uczyniły go bezrobotnym, lecz wybuch wojny z rewolucyjną Francją w roku 1793 przyniósł okazję pokazania swoich umiejętności. Dowodząc kilkoma okrętami, walczył u boku sir Johna Jervisa w bitwie koło Przylądka Św. Wincentego, a następnie brał udział w akcji, która doprowadziła do opanowania hiszpańskiej fregaty i zniszczenia drugiej. Był aktywny na Morzu Śródziemnym, najpierw przy blokadzie Malty, następnie w Egipcie, zanim zszedł na ląd podczas niedługiego okresu pokoju. Wznowienie działań wojennych sprawiło, że powrócił do służby. W roku 1805 wziął udział w kontrowersyjnej bitwie u przylądka Finisterre pod dowództwem Roberta Caldera. Krótko po tym awansowany na wiceadmirała, złożył zeznania w sprawie Caldera przed sądem wojennym, a po krótkim pobycie na lądzie, powrócił na morze. Wziął udział w blokadzie Kadyksu oraz w operacji wspomagającej armię we Włoszech, zanim znów zszedł na ląd, w związku z zakończeniem wojny. Wielokrotnie awansowany i wyróżniany, dowodził przez kilka lat portem w Portsmouth, przedstawiany był do kilku rycerskich medali. Pod koniec życia otrzymał tytuł Vice-Admiral of the United Kingdom, zmarł w roku 1847.

## Życiorys

### Pochodzenie i młodość
George Martin urodził się w roku 1764. Jego ojcem był William Martin, komandor Royal Navy, zaś matką Arabella, córka admirała sir Williama Rowleya. Jego stryjecznym dziadkiem był admirał sir William Martin, który walczył w wojnie o sukcesję austriacką pod admirałami Norrisem i Vernonem.
Nazwisko George’a Martina zostało wpisane do ksiąg jachtu HMS „Mary” 13 grudnia 1771 roku, lecz właściwie nie był on zamustrowany aż do 20 listopada 1776 roku, kiedy został służącym kapitana na okręcie swego wuja sir Joshuy Rowleya, HMS „Monarch”. Pozostał na służbie pod Rowleyem przez kilka lat, awansując wpierw na starszego marynarza, a później na oficera kadeta.

### Amerykańska wojna o niepodległość
27 lipca 1778 roku Martin wziął udział w bitwie pod Ushant, zanim 8 grudnia tegoż roku został przeniesiony, wraz z wówczas już wiceadmirałem Rowleyem, na jego nowy okręt flagowy, 74-działowy HMS „Suffolk”, pod dowództwo komandora Hugh Cloberry Christiana. „Suffolk” wypłynął do Indii Zachodnich i był częścią floty admirała Johna Byrona w bitwie koło Grenady 6 lipca 1779 roku. Martina przeniesiono na 44-działową fregatę HMS „Actaeon”, a następnie na 14-działowy slup HMS „Chameleon”, zanim trafił na slup HMS „Rover” pod komandorem sir Johnem Duckworthem. Duckworth mianował go na czas służby oficerem kadetem i pomocnikiem drugiego oficera. Martin wziął udział w bitwie koło Martyniki oraz w kolejnych starciach koło wyspy, w kwietniu i maju 1780 roku. Po tych bitwach przeniesiony został na HMS „Hart” pod Jamesem Vashonem, gdzie służył do 15 lipca 1780 roku. Następnego dnia mianowany kapitanem na pokładzie 74-działowego HMS „Russell” pod dowództwem komandora Thomasa Hanwella. 26 czerwca 1781 roku Martin powrócił do służby pod rozkazami swojego starego dowódcy, Duckwortha, na pokładzie 98-działowej HMS „Princess Royal”, a następnie 44-działowego HMS „Ulysses”.
Następnie przeniesiony został do służby na 90-działowym HMS „Sandwich”, i zszedł na ląd 30 września 1781 roku. 9 marca następnego roku Martin został awansowany na komandora porucznika i otrzymał swoje pierwsze dowództwo, slupu HMS „Tobago”. Kolejna promocja na komandora nastąpiła wkrótce, 17 marca 1783 roku, wraz z otrzymaniem dowództwa 50-działowego HMS „Preston”. Po zakończeniu działań wojennych Martin popłynął do Anglii i opuścił okręt 2 kwietnia 1784 roku.

### Okres pokoju oraz francuskich wojen rewolucyjnych

#### Indie Zachodnie
Martin spędził pięć lat na lądzie, powrócił do służby 9 lipca 1789 roku z angażem dowodzenia 24-działowym okrętem HMS „Porcupine”. Pływał przy wybrzeżu Irlandii do 21 sierpnia 1792 roku. Wybuch francuskich wojen rewolucyjnych stworzył kolejne możliwości służby. 12 marca 1793 roku otrzymał dowództwo 32-działowej HMS „Magicienne” i dołączył do eskadry bazującej na Jamajce. Po powrocie do Anglii 8 lutego 1795 roku został dowódcą 74-działowego HMS „Irresistible”, po tym, jak poprzedni dowódca jednostki komandor Richard Grindall, został ranny w bitwie pod Groix. W listopadzie Martin został wysłany do eskortowania ekspedycji na Wyspy Podwietrzne na Karaibach, będącej pod dowództwem admirała sir Johna Laforeya, z siłami wojskowymi dowodzonymi przez generała sir Ralpha Abercromby’ego. Ekspedycja została zmuszona do powrotu, z powodu gwałtownych sztormów. Drugie podejście wyprawy w grudniu tego roku, pod dowództwem wiceadmirała Hugh Cloberry Christiana, spotkał ten sam los. Okręty wyruszyły w morze ponownie w marcu następnego roku, w kwietniu dotarły do celu, gdzie „Irresistible” osłaniał lądowanie żołnierzy na brzegu. Później, „Irresistible” pomógł przechwycić u wybrzeży wyspy San Domingo 36-działowy francuski „Perçante”.

#### Przylądek Św. Wincentego

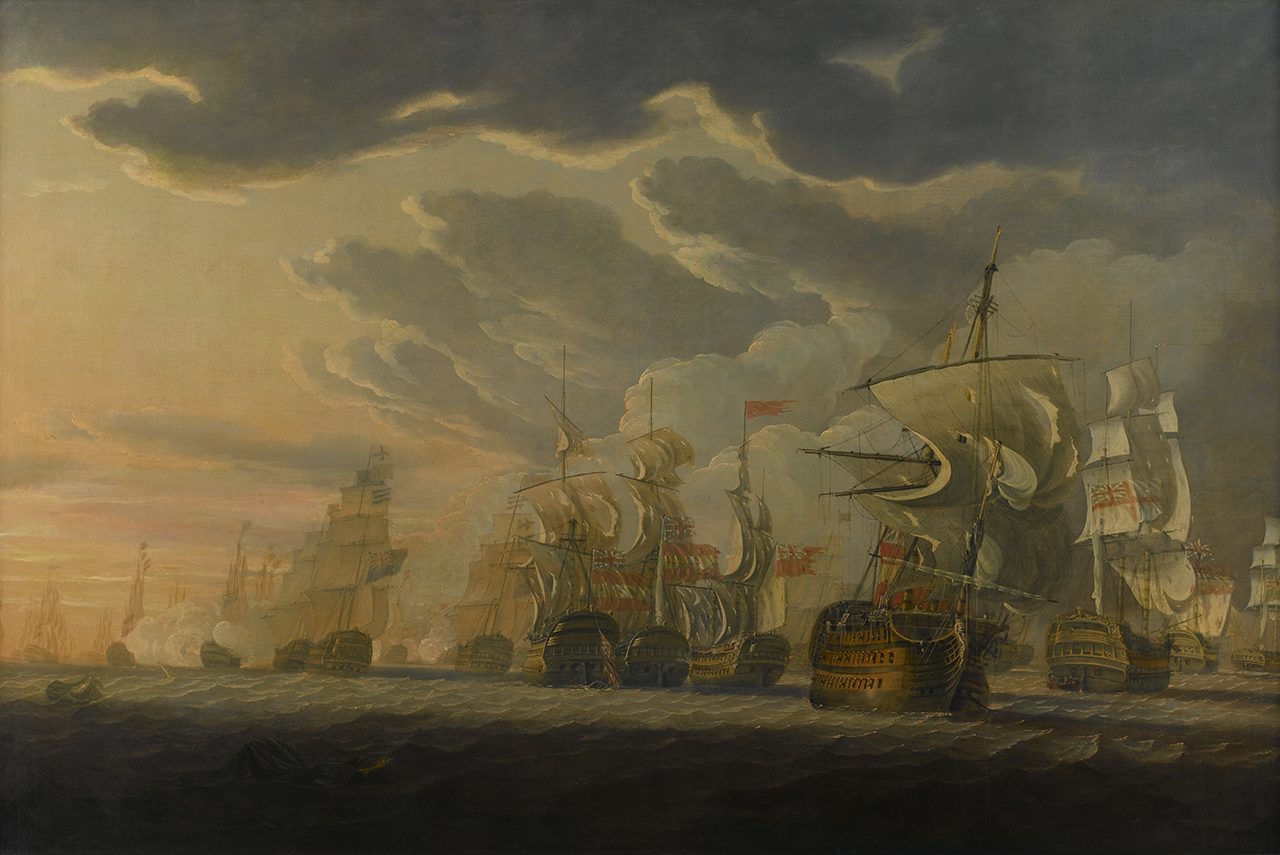
Bitwa u Przylądka Św. Wincentego, 14 lutego 1797 Roberta Cleveleya

Po powrocie na brytyjskie wody Martin został skierowany do floty sir Johna Jervisa i 14 lutego 1797 roku wziął udział w bitwie koło Przylądka Św. Wincentego. Podczas bitwy pięciu członków załogi „Irresistible”  zostało zabitych, a 14 rannych. W starciu brał też udział 74-działowy HMS „Captain”, okręt flagowy kontradmirała Horatio Nelsona. Podczas walki jednostka została poważnie uszkodzona, stąd dzień po bitwie, Nelson przeniósł swój proporzec na „Irresistible”. Pozostawał tam do czasu naprawienia uszkodzonego okrętu, a powrócił nań pod koniec marca. Za działania w czasie bitwy Martin otrzymał złoty medal i podziękowania od parlamentu.

#### „Ninfa” i „Santa Elena”
Martin i jego „Irresistible” pozostał u wybrzeży Półwyspu Iberyjskiego, umacniając blokadę Kadyksu. 26 kwietnia 1798 roku dwie hiszpańskie fregaty, „Ninfa” i „Santa Elena” zostały spostrzeżone w pobliżu portu. „Irresistible”, w towarzystwie 36-działowej HMS „Emerald”, zapędził je do zatoki Conil i o godzinie drugiej po południu zmusił do walki. Po półtoragodzinnej bitwie oba hiszpańskie okręty poddały się. „Santa Elena” zdryfowała w stronę brzegu i rozbiła się, zaś „Ninfa” została później włączona do Royal Navy jako HMS „Hamadryad”. Sir John Jervis stwierdził później, że umiejętności i odwaga, wykazane w ściganiu hiszpańskich okrętów przy niebezpiecznych rafach u wejścia do zatoki, uczyniły tę akcję „jedną z najbardziej godnych uwagi, jakie kiedykolwiek widział”.

#### Morze Śródziemne
Martin został przydzielony do służby we Flocie Kanałowej, pod rozkazami lorda Bridport, po czym 14 lipca 1798 roku otrzymał dowództwo 74-działowego HMS „Northumberland”, będącego okrętem flagowym sir Johna Colpoysa. Od czerwca 1799 roku pływał na Morzu Śródziemnym z eskadrą wiceadmirała sir Johna Duckwortha, a w następnym roku brał udział w blokadzie Francuzów na Malcie. 18 lutego 1800 roku wspomagał zdobycie 74-działowego okrętu francuskiego „Généreux”, po czym „Généreux” został włączony do Royal Navy jako HMS „Genereux” i zasilił flotę blokady. W maju Martin został dowódcą blokady i 24 sierpnia 1800 roku „Northumberland”, „Genereux” i HMS „Success” zdobyły u wybrzeży Malty francuską fregatę „Diane”. We wrześniu francuski garnizon w Valletcie poddał się, po czym Martin udał się ku wybrzeżom Egiptu, aby wspomóc operację admirała lorda Keith. W roku 1802 otrzymał za udział w tej kampanii turecki złoty medal, a 21 września, po zakończeniu działań wojennych i podpisaniu pokoju w Amiens, zszedł na ląd.

### Wojny napoleońskie

#### Finisterre i podniesienie własnej flagi

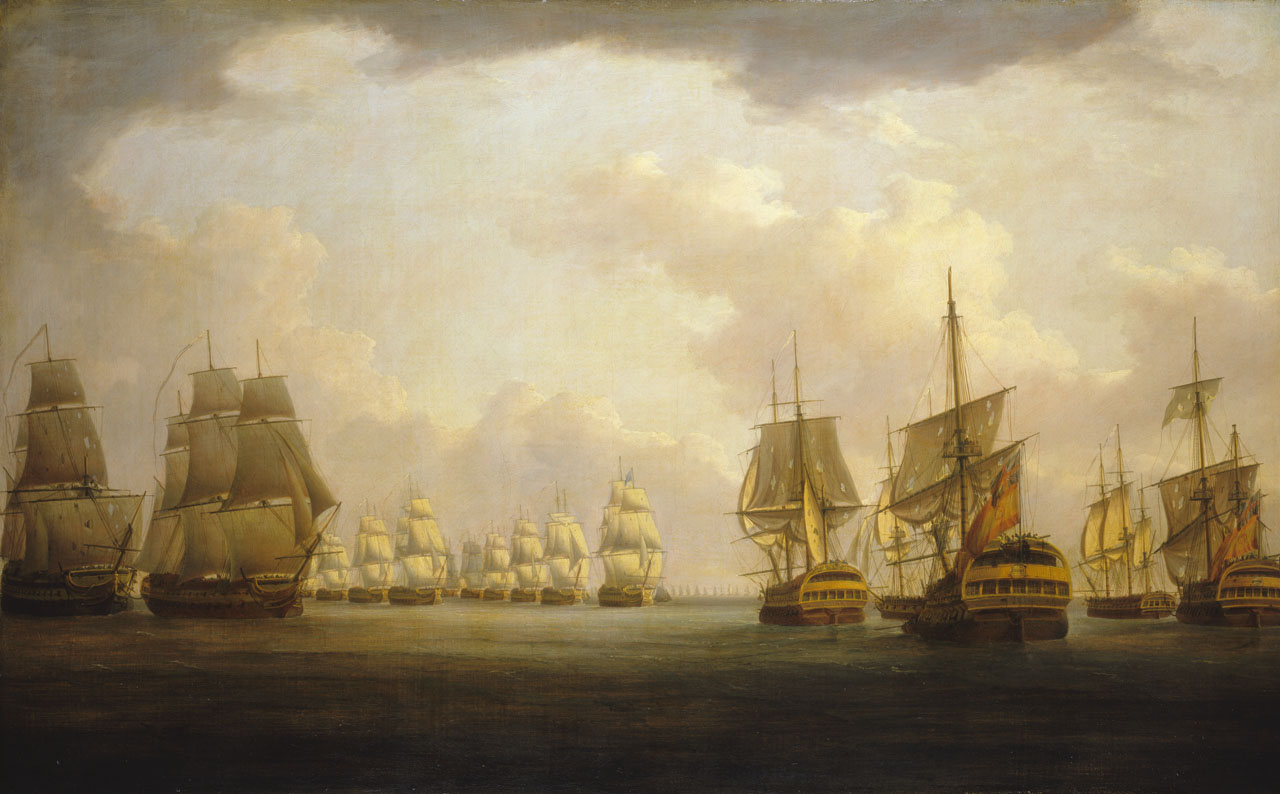
Akcja admirała Sir Roberta Caldera u przylądka Finisterre, 23 lipca 1805 roku. W bitwie Martin dowodził HMS „Barfleur”

Wracając do służby po wznowieniu działań wojennych w roku 1803, 22 maja Martin dostał dowództwo 74-działowego HMS „Colossus” i dołączył do Floty Kanału. 23 kwietnia 1804 roku został mianowany pułkownikiem piechoty morskiej, a następnego dnia przeniesiony na 90-działową HMS „Glory”. Pozostał na niej do objęcia 21 listopada dowództwa na 90-działowym HMS „Barfleur”. Wciąż dowodził nim w momencie dołączenia do floty sir Roberta Caldera i bitwy u przylądka Finisterre 22 lipca 1805 roku. 16 września zrezygnował z dowodzenia i zszedł na ląd, otrzymawszy 9 listopada awans na wiceadmirała. Pod koniec grudnia złożył zeznania w sądzie wojennym w procesie Caldera, dotyczącym jego działań u przylądka Finisterre, zaś 17 stycznia 1806 roku objął stanowisko zastępcy dowódcy w porcie Portsmouth. Pozostał na tym stanowisku do 9 listopada tego roku, kiedy to powrócił na morze, dołączywszy do floty Collingwooda, blokującej w Kadyksie resztki flot francuskiej i hiszpańskiej. Następnie udał się ku brzegom Włoch. W roku 1807 podniósł swoją flagę na 74-działowym HMS „Montagu”, później zaś na 90-działowym HMS „Queen”.

#### Dowództwo na Morzu Śródziemnym
W czerwcu 1809 roku Martin nadzorował zajęcie włoskich wysp Ischia i Procida, a w październiku tego roku na swoim okręcie flagowym HMS „Canopus” poprowadził małą eskadrę w pościgu za kilkoma francuskimi okrętami, które wymknęły się z blokady Tulonu. Brytyjczycy wykryli Francuzów i zapędzili ich do portu Sète u ujścia Rodanu. 74-działowy liniowiec „Borée” i fregata „Pauline” schroniły się w za płytkim porcie, a dwa inne okręty, 80-działowy „Robuste” i 74-działowy „Lion” osiadły na mieliźnie. Martin planował atak, lecz 26 października ich załogi spaliły jednostki, zanim ten zdążył je przejąć. Po nominacji 31 lipca 1810 roku na admirała floty, otrzymał dowództwo sił morskich w Palermo, które miały za zadanie wspieranie sił sir Johna Stuarta w Kalabrii. 6 lipca 1811 roku, za oddane zasługi, król Neapolu Ferdynand I odznaczył Martina Orderem św. Januarego. Otrzymał też publiczne podziękowania od generała Stuarta.

#### Ostatnie lata na morzu
Martin powrócił do Anglii 14 października 1810 roku. W roku 1812 wywiesił swą flagę na 78-działowym HMS „Impetueux” i otrzymał dowództwo sił morskich u wybrzeży Lizbony. Pozostał na tym stanowisku przez następne dwa lata, przenosząc swoją flagę najpierw na HMS „Stately”, a w roku 1813 na HMS „Rodney”. Opuścił swoją flagę admiralską 24 czerwca 1814 roku, a następnego dnia otrzymał niższy tytuł rycerski Knight Bachelor, przy okazji wizytacji floty w Spithead przez księcia regenta. 2 stycznia 1815 roku został mianowany Rycerzem Komandorem Orderu Łaźni, a 20 lutego 1821 roku uhonorowano go tytułem Rycerza Wielkiego Krzyża Orderu Łaźni.

### Okres powojenny
Po zakończeniu wojen napoleońskich Martin kontynuował służbę w Royal Navy. 19 lipca 1821 roku awansowany został na pełnego admirała, 27 marca 1824 roku objął stanowisko dowódcy portu w Portsmouth, z flagą admiralską podniesioną na 104-działowej HMS „Victory”. Ustąpił z niego 30 kwietnia 1827 roku. 23 stycznia 1833 roku mianowano go Rear-Admiral of the United Kingdom. W kwietniu 1834 roku został Vice-Admiral of the United Kingdom, godność tę piastował do listopada 1846 roku. 17 maja 1837 roku mianowany został Rycerzem Wielkiego Krzyża Orderu św. Michała i św. Jerzego, w uznaniu za działania przeciw Francuzom na Malcie, zaś 9 listopada 1846 roku mianowany na najwyższy stopień w Royal Navy – Admirała Floty (ang. Admiral of the Fleet). 10 lipca 1847 roku ponownie otrzymał godność Vice-Admiral of the United Kingdom. Martin był również przez jakiś czas wiceprezydentem Naval Charitable Society.

### Życie prywatne i śmierć
Martin był dwukrotnie żonaty. Pierwsze małżeństwo zawarł 3 kwietnia 1804 roku z Harriet Bentinck, siostrą admirała Williama Bentincka. Harriet zmarła 15 października 1806 roku. Martin ożenił się powtórnie 2 czerwca 1815 roku, jego wybranką była Ann Locke. Małżeństwo trwało do 1 marca 1842 roku, kiedy Ann zmarła. Para nie miała potomków.
Admirał Floty sir George Martin zmarł 28 lipca 1847 roku na Berkeley Square, Westminster w wieku 83 lat. Jego miecz admiralski wystawiany jest w kolekcji National Maritime Museum.